# Rutte di Gracova
Rutte di Gracova (in sloveno Rut o Nemški Rut, in tedesco Deutschruth) è un piccolo paese della Slovenia, frazione del comune di Tolmino.
La località è situata a 26,0 km dal capoluogo comunale, alle pendici sud delle Alpi Giulie, sulla parte nord della valle della Bàccia, e più precisamente nella valle del torrente Koritnica.

L'insediamento (naselje) è inoltre costituito dagli agglomerati di Pri senikih e Zaitel. La chiesa parrocchiale è dedicata a San Lamberto e appartiene alla Diocesi di Capodistria.

## Storia
Il villaggio venne fondato nel XIV secolo da elementi tedeschi provenienti dalla Val Pusteria con il nome di Teutsch Gereuth (lett. Cantone dei Tedeschi). Il paese è stato un'enclave tedesca fino al XVIII secolo.
Durante il dominio asburgico fu comune autonomo, all'epoca della costituzione del comune catastale di Deutschruth, esso comprendeva anche il vicino insediamento di Grand (Grant). In seguito esso venne aggregato al confinante comune di Grahova.
Dopo la prima guerra mondiale venne annesso come il resto della valle del Baccia al Regno d'Italia, venendo inquadrato dapprima nella Provincia del Friuli per poi passare, nel 1927, alla ricostituita Provincia di Gorizia, sempre nel comune di Gracova.

## Alture e passi principali
Raskovec (1956 m); Matajurski vrh (1936 m); Lajte (1056 m).